# Pop wonky
Ne doit pas être confondu avec la Wonky, un genre de musique électronique.
La wonky, ou pop wonky, est un genre de musique pop qui correspond à un large ensemble d’interprètes jouant un type de chanson que la BBC qualifiait d’« excentrique, accrocheur et réaliste », leur ayant valu ensuite une part de notoriété durant la fin des années 2000. Inspiré par le côté fantaisiste de la culture des années 1980, ce mouvement se développe en premier lieu au Royaume-Uni, avant de s'étendre progressivement en Europe et jusque dans le reste du monde. Il inclut notamment des artistes tels que Mika, Robyn ou encore le groupe Alphabeat.

## Terminologie
« Wonky » est un mot d'anglais britannique servant à designer quelque chose de bizarre, d'incorrect, d’instable ou de non-conforme. La BBC rapporte que le terme de « pop wonky » a été inventé par l'équipe de Mika. Toutefois, l’Independent stipule que c'est à Peter Robinson, fondateur du blog Popjustice, qu’on en doit la création.
Le site officiel de la pop wonky offrait le manifeste suivant : « Nous voulons faire entendre au monde que la pop ne se résume pas à un mot à trois lettres et que la myriade de candidats écervelés issus de la téléréalité sont aussi intéressants que nos artistes les plus branchés, fiables et inconventionnels. »

## Caractéristiques
|  |

Les influences majeures de la pop wonky regroupent des interprètes tels que Björk, David Bowie, Grace Jones, Kate Bush, Kylie Minogue, Madonna et Prince,, mais aussi des groupes comme ABBA, Adam and the Ants, Blondie, Bronski Beat, Devo, Duran Duran, Eurythmics, New Order, Pet Shop Boys, Stereolab, Visage et Yazoo. La pop wonky serait également à l’origine d’un changement brusque intervenu à l’époque chez les consommateurs en termes de goûts musicaux. En effet, le regain de popularité instantané pour la synth-pop a largement contribué à l’apparition de chansons pop, inspirées par la musique des années 1980 et principalement centré sur des interprètes féminines, qui ont submergées le marché du disque vers la fin des années 2000,.
Dans un article publié en mai 2008, le Guardian opposait les adeptes du mouvement à ceux de la pop traditionnelle, notant que « les artistes de wonky ne semblent pas être fabriqués de toutes pièces, mais intrinsèquement mélodiques et capables de jouer en direct sans avoir recours à des canons à fumée, une troupe de danseurs et un intermède où les chanteurs se transforment soudainement en funambules ». L’Independent explique que la pop wonky a provoqué une altération dans « la division professionnelle de la musique pop, tout en s'éloignant de son côté artificiel, généralement axé sur une démographie bien ciblée et sur une production industrielle, pour se diriger vers un mode de fonctionnement dit fait-main et des saveurs plus fraîches », permettant à la pop des années 2000 de rajeunir, de la même façon que la Britpop a donné un nouveau souffle au genre dans les années 1990.
Au cours d’un reportage porté sur le phénomène, la BBC décrit une nuit typiquement wonky dans les discothèques britanniques comme étant un savant mélange « de pop avant-gardiste, de musique dance, de hip-hop et de tout un reste ». René Symonds, organisateur de la soirée en question, déclare que « la génération iPod shuffle ne se limite pas à un seul genre et revendique désormais un retour à l’authenticité, après avoir été matraquée pendant des années par une musique pop pré-assemblée ».

## Artistes
- Alphabeat
- Annie
- Bat for Lashes
- Chew Lips
- Clor
- Crystal Castles
- Cut Copy
- Dan Black
- Das Pop
- Delphic
- Diana Vickers
- Discovery
- Dolly Rockers
- Electrelane
- Ellie Goulding
- Empire of the Sun
- Everything Everything
- Example
- Florence and the Machine
- Foster the People
- Friendly Fires
- Fun
- Girls Aloud
- Goldfrapp
- Gossip
- Groove Armada
- Hot Chip
- Janelle Monáe
- Kate Nash
- Katy Perry
- Kelis
- Kid Cudi
- La Roux
- Lady Gaga
- Ladyhawke
- LCD Soundsystem
- Lily Allen
- Little Boots
- Lykke Li
- Marina
- Metric
- Metronomy
- Miike Snow
- Mika
- Mr Hudson
- Mystery Jets
- New Young Pony Club
- Of Montreal
- Owl City
- Passion Pit
- Patrick Wolf
- Phoenix
- Robyn
- Róisín Murphy
- Sam Sparro
- Santigold
- Scissor Sisters
- Sia
- Sneaky Sound System
- Stars
- Sugababes
- Tegan and Sara
- The Big Pink
- The Bird and the Bee
- The Postal Service
- The Sound of Arrows
- The Ting Tings
- Tommy Sparks
- Tune-Yards
- Two Door Cinema Club
- V V Brown
- Yeah Yeah Yeahs